# Vazný trám
Pojem vazný trám (dříve též vazní trám nebo vazník) ve stavebnictví a tesařství označuje hlavní nosník krovu (tj. nosné konstrukce střechy). 
Jedná se o příčný vodorovný trám, na kterém zpravidla spočívá váha všech ostatních částí střechy. Vazné trámy tvoří součást plných vazeb ve starších typech krovů, jež jsou střídány tzv. jalovými vazbami, v nichž vazné trámy chybějí. Vazný trám musí být těchto vazbách nahrazen jinou konstrukcí, například soustavou krátkých trámků zvaných krátčata, začepovaných do trámů souběžných s pozednicemi, zvanými výměna. Vazný trám rovněž zajišťuje stabilitu budovy tím, že k sobě „svazuje“ podélné stěny domu a zabraňuje tak tomu, aby se působením tíhy krovu tyto stěny vyklonily a případně zřítily.
Vazník se skládá ze tří hlavních částí, ty nazýváme horní a dolní pas, svislice a diagonály. Tyto části musejí být pevně spojeny kovovými deskami, aby vznikly bytelné dřevěné krovy. Nejčastějším typem je sedlový neboli trojúhelníkový vazník.
V moderních krovech v domech, kde se předpokládá obytné využití podkroví, se uplatňují vazby bez vazného trámu. Jedná se o tzv. krokevní krovy. Ztužující funkci vazného trámu u takových budov přebírá železobetonový věnec a stropní konstrukce. 
Výraz vazný trám by se neměl zaměňovat s pojmem vaznice, který označuje zcela jinou součást krovu s jinou funkcí.